# 長尾銼甲鯰
長尾銼甲鯰，為輻鰭魚綱鯰形目甲鯰科的其中一種，為熱帶淡水魚，分布於南美洲巴西Chui與Tramandai河之間的淡水流域，體長可達13.2公分，棲息在沙泥底質、褐色水質的溪流底層水域，生活習性不明。
种加词 longicauda 意为“长尾的”。